# Suuri-Kyrpyli
Suuri-Kyrpyli är en sjö i kommunen Kaavi i landskapet Norra Savolax i Finland. Den är 8,5 meter djup. Arean är 44 hektar och strandlinjen är 4 kilometer lång. Sjön  ingår i Vuoksens huvudavrinningsområde.   Den ligger omkring 56 kilometer öster om Kuopio och omkring 370 kilometer nordöst om Helsingfors. 